# Famille du Plantadis
 (mai 2021).
Si vous disposez d'ouvrages ou d'articles de référence ou si vous connaissez des sites web de qualité traitant du thème abordé ici, merci de compléter l'article en donnant les références utiles à sa vérifiabilité et en les liant à la section « Notes et références ».
Cette page explique l’histoire ou répertorie les différents membres de la famille du Plantadis.
La famille du Plantadis est une famille noble française originaire de la Marche. Elle se divisa en plusieurs branches dont l'une, établie dès le XVIIe siècle à Aubusson dans l'actuelle Creuse, en Nouvelle-Aquitaine, s'allia avec des familles de maîtres tapissiers de cette ville et dirigea elle-même des fabriques de tapisserie. Cette famille s'éteignit à la fin du XIXe siècle.

## Origine
La Généalogie de la maison du Plantadis, dans la Marche et en Auvergne a été rédigée au XIXe siècle par l'historiographe Ambroise Tardieu.
Cette famille de noblesse d'extraction tirerait son origine d'un fief appelé Le Plantadis qui existait à Saint-Agnant-près-Crocq, dans l'actuelle Creuse.
La filiation suivie par Tardieu commence avec Pierre du Plantadis, co-seigneur du Bost, marié vers 1470 à Marie de Lestrange.

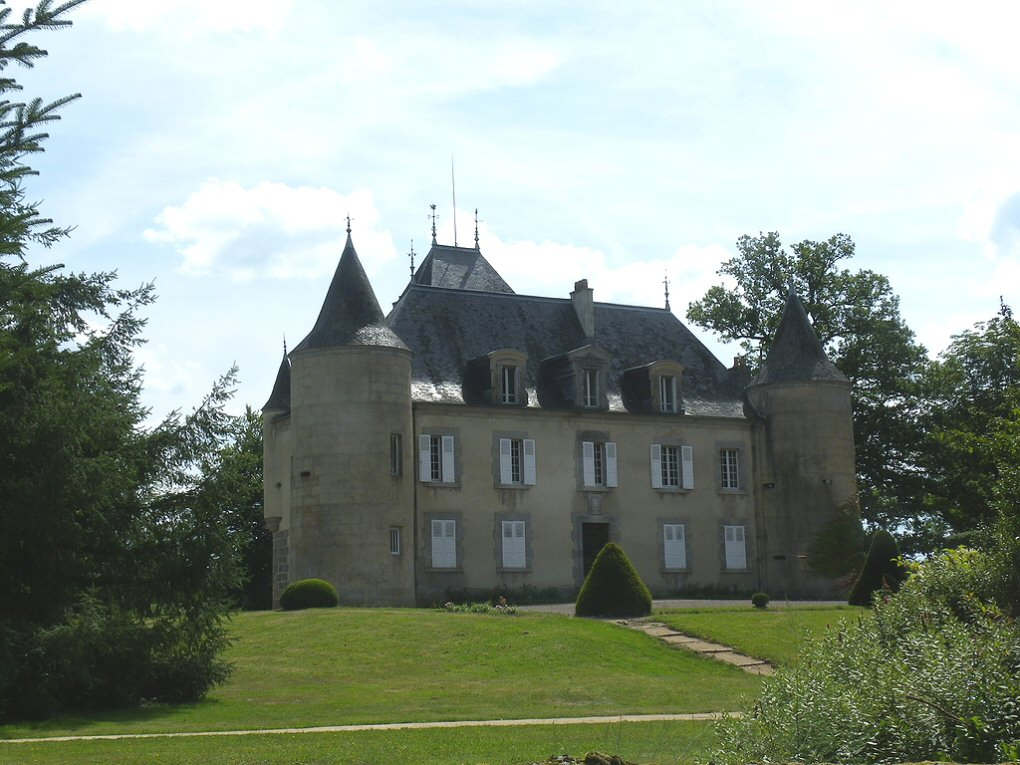
Château du Bost, à Magnat-l'Étrange.

Le château du Bost, à Magnat-l'Étrange, construit par Hugues et Laurent du Plantadis, serait le berceau historique de la famille du Plantadis que l'on retrouve, deux siècles plus tard, à Mérinchal.
Sur l'authenticité de la noblesse des Plantadis, Jean-Baptiste Bouillet, dans son   Nobiliaire d'Auvergne (1847), relève l'ancienneté de cette famille et met en avant ses alliances avec de vieilles familles nobles d'Auvergne  telles que, par exemple, les familles Motier de La Fayette ou Bosredon. L'abbé Nadaud, dans son Nobiliaire de la généralité de Limoges (1856), fait état d'un Plantadis qualifié de chevalier en 1238. Par ailleurs, un Plantadis était seigneur et propriétaire d'un château en 1290, à Auriat.
Un universitaire contemporain, Pierre Charbonnier, apporte néanmoins des correctifs quant à l'ancienneté de la noblesse des Plantadis. Dans Une autre France : la seigneurie rurale en Basse Auvergne, du XIVe au XVIe siècle, il écrit en effet : « On a admis que la famille du Plantadis était une famille d'officiers enrichis. Tardieu avait prétendu trouver de lointaines origines nobles à la famille du Plantadis (... ). Mais il semble s’agir d’une famille roturière qui s’élève socialement et qui crée au XVIe siècle une seigneurie. »
Cette famille s'éteignit à la fin du XIXe siècle.

## Personnalités
Parmi les personnalités de cette famille, on trouve des seigneurs, des militaires, des officiers, des religieuses...
- Pierre  du Plantadis, co-seigneur du Bost. Premier auteur de la filiation suivie de la famille, mort après 1490. Selon Tardieu, il servit dans les armées du roi Louis XI.
- Antoine du Plantadis, docteur en droit, lieutenant général du comté de la Marche (de 1581 à 1588), conseiller du roi et de la reine Élisabeth d'Autriche sous Charles IX, maître des requêtes ordinaires du roi, député de la  Marche aux États généraux de 1588-1589.
- Jean du Plantadis, écuyer, seigneur de Jouhet, de Luchat et de Boisfranc, élu en l'élection de la Marche (1605-1606). Avant sa mort, il fut président de l'élection de la Marche. Il épousa Jeanne Tixier qui résidait au château de Jouhet et qui disparut après 1656.
- Guy du Plantadis, licencié en lois, nommé, par le roi Henri II et la reine douairière Isabelle, châtelain d'Aubusson (1550-1566)[6] puis d'Ahun (1566-1583) et de Chénérailles (1583). Son frère, Laurent du Plantadis, est le grand-père de François Morin d'Arfeuille, officier tué le 11 avril 1677 lors de la bataille de la Peene, comme indiqué par François-Alexandre Aubert de La Chesnaye Des Bois.
- Jean du Plantadis, maître des requêtes et chef du conseil de la reine Louise de Lorraine, marié vers 1580 à Antoinette Babou de La Bourdaisière, fille de Jean Babou, comte de Sagonne, grand-bailli de Touraine et grand maître de l'artillerie de France (1567)[7]. Antoinette Babou de La Bourdaisière était la nièce du cardinal de La Bourdaisière ainsi que la tante de la "presque reine", Gabrielle d'Estrées, célèbre maîtresse et favorite d'Henri IV.
- Guy du Plantadis, seigneur du Baneix, se prépare à devenir lieutenant-général de la Marche quand il succombe à une infection, à Paris, en novembre 1610. Il est inhumé en l'église Saint-Jacques-la-Boucherie.
- Jean Charles du Plantadis, écuyer, né en 1663, seigneur de La Vernède, mousquetaire du roi sous Louis XIV, vers 1700, capitaine puis lieutenant-colonel dans le régiment du Vexin en 1705.
- Alix du Plantadis, religieuse bénédictine au couvent de Pontgibaud où elle mourut le 29 décembre 1661.
- Magdeleine du Plantadis, nommée en 1614, par brevet du roi, abbesse du monastère de Sainte-Claire à Clermont qu'elle gouverna jusqu'en 1644. Elle est au centre du violent conflit qui oppose Joachim d'Estaing, alors évêque de Clermont, aux pères cordeliers de Bourgogne. L'abbesse est déposée par les pères cordeliers pour avoir pris le parti de l'évêque de Clermont. Elle est ensuite rapidement rétablie dans ses fonctions. À Felletin, elle fonde un couvent de Clarisses.

D'autres membres de la famille du Plantadis apparaissent dans divers textes. Il en va ainsi de mademoiselle du Plantadis que madame de Maintenon évoque dans sa correspondance, dans le cadre de la maison royale de Saint-Louis, et à qui elle alloue une pension de cent-cinquante livres. Enfin, le baron Jean-Baptiste Dalesme est un membre notable d'une branche ancienne installée dans l'actuelle Haute-Vienne, et qui a longtemps été connue sous le nom de Dalesme de Plantadis.

## Armes et devise

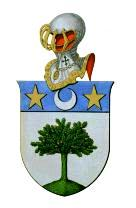
Armes des Plantadis.

Armes d'Aubusson.

- Blason : D’argent au chêne de sinople glanté d’or, au chef d’azur chargé d’un croissant d’argent accosté de deux étoiles d’or

Les armes des Plantadis ont été enregistrées en 1696, dans l'Armorial général de France dressé par Charles d'Hozier à la suite de l'édit royal rendu cette même année par Louis XIV. Elles se voient sur la porte d’entrée du château du Bost avec la date - incertaine - de 1379. Pour certains auteurs, les armes de la ville d'Aubusson seraient difficiles à distinguer de celles des Plantadis.
Ce blason est similaire à celui de la famille Castanier d’Auriac tel qu'il apparait dans l' Église Sainte-Cécile de Cuxac-Cabardès et qui se lit "d’argent au châtaignier de sinople, fruité d’or sur un tertre du premier, au chef d’azur chargé d’un croissant d’argent montant, accosté de deux étoiles d’or"
- Devise : Fructum dabit in tempore suo

Traduction et origine : il donne son fruit en sa saison, psaume 1 du livre des Psaumes.

## Seigneuries
Liste non exhaustive des seigneuries détenues par la famille du Plantadis en pays marchois : Boisfranc, Chaumes, Cherboucheix, Fernoël, Jouhet, La Gorse, La Mothe, La Vernède, Le Baneix, Le Bost, Le Leyrit, Le Reymondet, Luchat, Mérinchal, Paneyreix, Saint-Alvard, Sermur...

## Généalogie
La généalogie des Plantadis est donnée par Ambroise Tardieu. Pour l'essentiel, la famille du Plantadis compta trois branches clairement identifiées :
- Branche aînée du Bost et de La Vernède, du XVe au XVIIe siècle.
- Branche d'Ussel, du XVIIe au XVIIIe siècle.
- Branche cadette d'Aubusson, du XVIIe au XIXe siècle.

C'est à la fin du XIXe siècle, avec Léon Léonard du Plantadis, dernier membre de la branche cadette d'Aubusson, que s'acheva l'histoire de la famille du Plantadis. 

### Branche aînée du Bost et de La Vernède
Dans le monde rural d'alors, la branche aînée des Plantadis se caractérise par la multiplicité des seigneuries détenues à la campagne, essentiellement aux alentours d'Aubusson. Cependant, certains membres de cette branche ont habité à Aubusson même, comme Guy du Plantadis, châtelain d'Aubusson de 1550 à 1566.

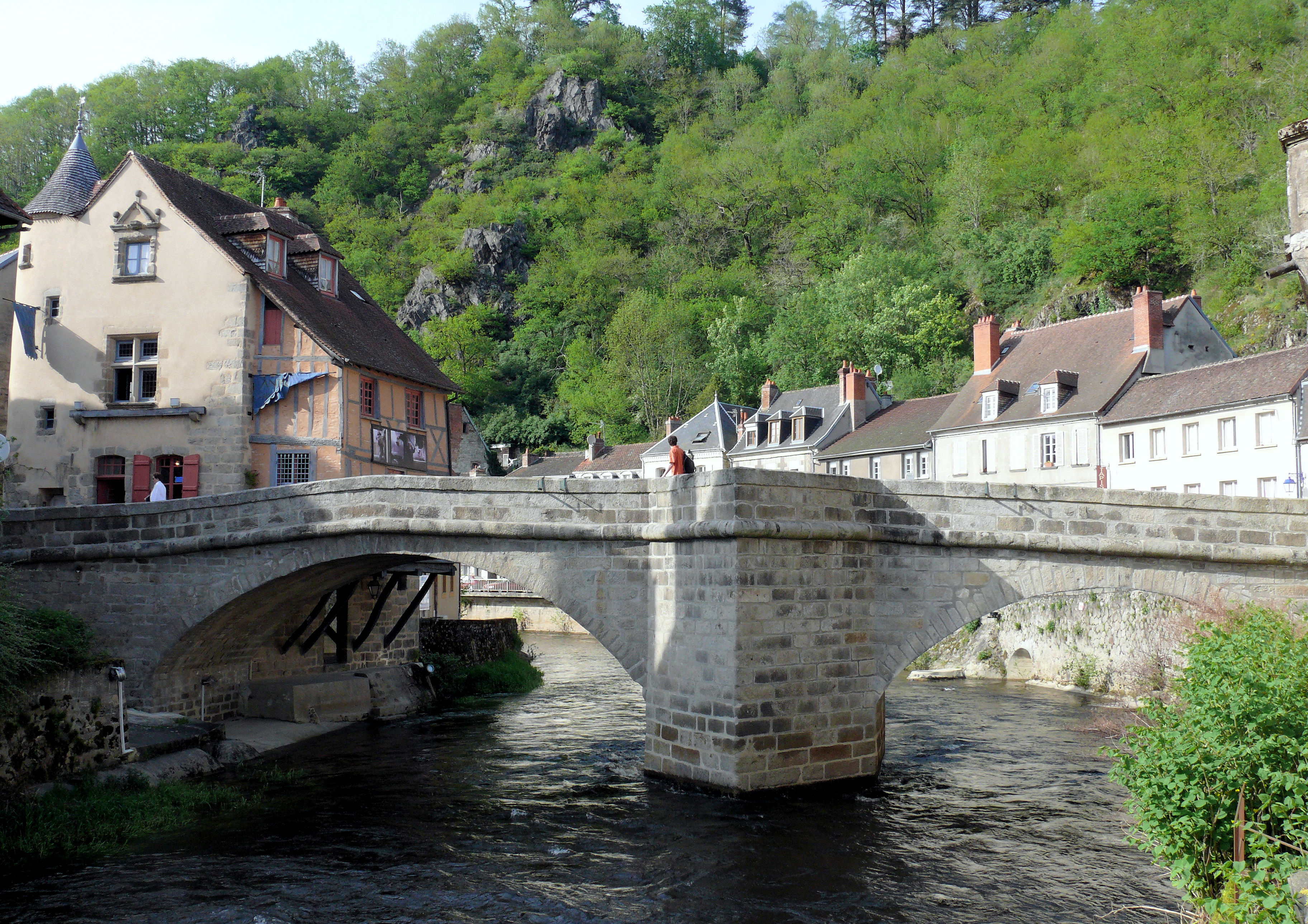
Aubusson, l'actuel pont de la Terrade.

Guy du Plantadis possédait une demeure dans cette ville, près de l'ancien pont de la Terrade.
- Pierre du Plantadis, co-seigneur du Bost, vivant en 1490, marié à Marie de Lestrange.
  - Durand du Plantadis, co-seigneur du Bost, vivant en 1495, épouse Jeanne de Bonneval, d'une famille de noblesse chevaleresque qui sera admise aux Honneurs de la Cour sous Louis XVI. Jeanne de Bonneval est la petite-fille de Mathieu de Foix, comte de Comminges. Elle est également l'arrière-petite-fille de Jean de Bonneval, tué lors de la bataille d'Azincourt.
    - Gabriel du Plantadis, seigneur du Bost et du Leyrit, de La Gorse, du Baneix, de Fernoël et de Chaumes en partie, résidait à Magnat en 1534. Il épouse Magdeleine de Melhonnel, fille de Pierre de Melhonnel, seigneur de Saint-Pardoux. Gabriel du Plantadis meurt en 1560. L'un de ses fils, Jean, est tué au siège d'Amiens. Par ailleurs, Gabriel du Plantadis et Magdeleine de Melhonnel sont des ancêtres au treizième degré d'Antoine de Saint-Exupéry...
      - Louis du Plantadis († 1586), écuyer, seigneur du Leyrit et de Mérinchal, gendarme au service des ducs de Longueville. Au XVIe siècle, un gendarme est un noble qui est cavalier dans les troupes d'élite. Louis du Plantadis épouse en 1556 Anne de La Rochebriant ; il épouse en secondes noces, en 1570, Anne de Bosredon.
        - Antoine du Plantadis, écuyer, seigneur de La Vernède (à Mérinchal), épouse Gilberte de La Souche le 21 novembre 1623.
          - Gabriel du Plantadis quitte Mérinchal, et il s'installe à Aubusson où il épouse le 8 mars 1653 Gabrielle de Vitract, fille d'un riche maître tapissier de cette ville.

### Branche d'Ussel
- Martin du Plantadis, fils de Gabriel du Plantadis et de Magdeleine de Melhonnel, est seigneur de Cherboucheix (à Magnat-l'Étrange). Il est l'auteur de la branche installée à Ussel, et au moins trois de ses descendants occuperont la fonction de lieutenant-général du duché de Ventadour.

- Pierre du Plantadis, seigneur de Cherboucheix, lieutenant-général du duché de Ventadour (1629).

- Étienne du Plantadis (1633-1680), avocat, lieutenant-général du duché de Ventadour (1654-1680).

- Étienne du Plantadis est lieutenant-général du duché de Ventadour, de 1757 à 1772. Sa fille, Louise du Plantadis, est la belle-sœur du révolutionnaire Jacques Brival qui vota la mort du roi dans les plus brefs délais, au procès de Louis XVI en janvier 1793. Secrétaire suppléant de la Convention, le 9-Thermidor (27 juillet 1794) il signa le décret d'accusation de Robespierre.

La branche d'Ussel s'est éteinte en 1772. Des Plantadis étaient cependant installés à Tulle où ils furent, un temps, propriétaires de la maison Loyac. C'est à cette branche (qui appartenait à la noblesse de robe) qu'est à rattacher Johannès Plantadis (1864-1922) qui participa à la renaissance culturelle du Limousin.

### Branche cadette d'Aubusson
L'histoire de la tapisserie d'Aubusson au XVIIe siècle inspirera certains auteurs, comme Léa Védrine (1885-1971) qui écrivit, sous le pseudonyme de Georges Nigremont, des ouvrages remarquables destinés à la jeunesse. Parmi eux, Aubusson, la ville déchirée et Jean Parizet, tapissier d'Aubusson mettent en scène la ville et ses tapissiers au XVIIe siècle.
La branche des Plantadis fixée au XVIIe siècle à Aubusson s'allia avec des familles de tapissiers de cette ville, et au moins un Plantadis y était maître tapissier en 1670, cinq ans après la création par Colbert de la manufacture royale d'Aubusson. Tardieu écrit : La bourgeoisie entière de cette ville et quelques gentilshommes des alentours, poussés par les résultats pécuniaires et les privilèges inhérents à la fabrication de ces beaux tapis (... ) créèrent de nombreuses fabriques. Pendant deux siècles, les Plantadis évolueront ainsi dans une ville qui verra s'unir des familles d'origine noble avec des familles bourgeoises. La richesse de ces familles - auxquelles on peut rattacher les Plantadis - sera naturellement soumise aux fluctuations économiques de l'industrie de la tapisserie.
Au sujet du nom Plantadis - du Plantadis, les relevés d'actes effectués par les généalogistes actuels indiquent que la fréquente omission de la particule, chez les Plantadis comme chez d'autres familles nobles marchoises, avait largement précédé la Révolution. Dès le milieu du XVIIIe siècle, en l'absence d'état civil, un membre de cette famille pouvait indifféremment, d'une période de sa vie à une autre, d'un acte à un autre, être appelé du Plantadis, de Plantadis, Duplantadis, Plantadis, Plantadi, Plantadie (s'il s'agissait d'une demoiselle ou d'une dame... ), Plantadit ou Plantady... Il était fréquent, notamment au XIXe siècle, que les généalogistes, en transcrivant les actes, ajoutent des particules qui ne figuraient pas dans les originaux. Ceci par convention, pour donner un nom identique aux membres d'une même famille sur plusieurs générations. La généalogie contribua ainsi, avec l'état civil, à stabiliser l'écriture du nom de famille. Par ailleurs, au XVIIIe siècle, à Aubusson comme ailleurs, l'émergence d'une classe bourgeoise qui avait adopté pour usage de faire suivre le nom de famille d'une particule et d'un nom de terre, dans le but évident de créer l'apparence de la noblesse. On en arrivait donc à trouver des bourgeois qui cultivaient l'utilisation de la particule, au moment même où des nobles authentiques ne se souciaient pas de cet accessoire, estimant indiscutable et suffisante la notoriété de leur simple nom. 
Le lien direct de la branche cadette d'Aubusson (celle qui descend de Jean du Plantadis) avec la souche familiale du Bost et de La Vernède n'est actuellement pas connu. On sait, par contre, que Jean du Plantadis n'est pas le seul membre de cette famille à s'être installé à Aubusson pour diriger des ateliers de tapisserie. Gabriel II du Plantadis, marié à une fille de tapissier, Gabrielle de Vitract, en est l'exemple, et c'est du reste peut-être à tort que Tardieu fait de lui - et non de Jean du Plantadis - l'auteur de la branche cadette d'Aubusson.

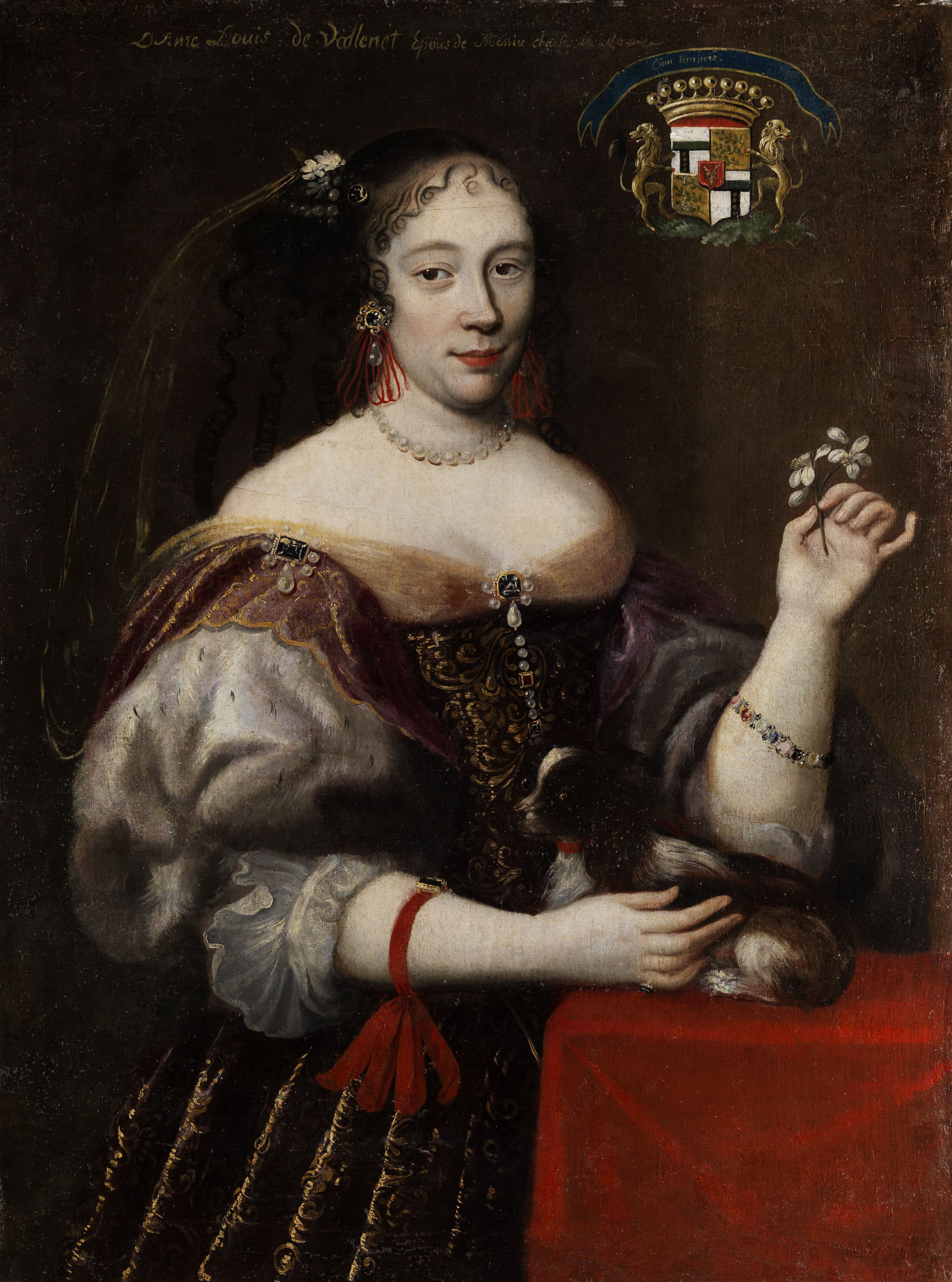
Louise Vallenet, XVIIe siècle.

Par ailleurs, de nombreux liens familiaux existent à Aubusson entre les Plantadis et des familles de riches tapissiers, comme en particulier celle des Vallenet.
Jean du Plantadis épouse le 20 février 1651, en l'église Sainte-Croix d'Aubusson, Catherine Guilhon. La famille Guilhon compta aussi bien des détenteurs de seigneuries que des tapissiers, à Felletin par exemple. Gabriel du Plantadis, fils de Jean, a pour parrain Gabriel Garreau de La Villatte, conseiller du roi, et pour marraine Gabrielle Barraband, d'une vieille famille de tapissiers protestants. Après la révocation de l’édit de Nantes, en 1685, deux membres de cette famille, Jean Barraband et son fils, également nommé Jean Barraband, s'installeront en Allemagne, à Berlin, où ils créeront une manufacture de tapisserie.

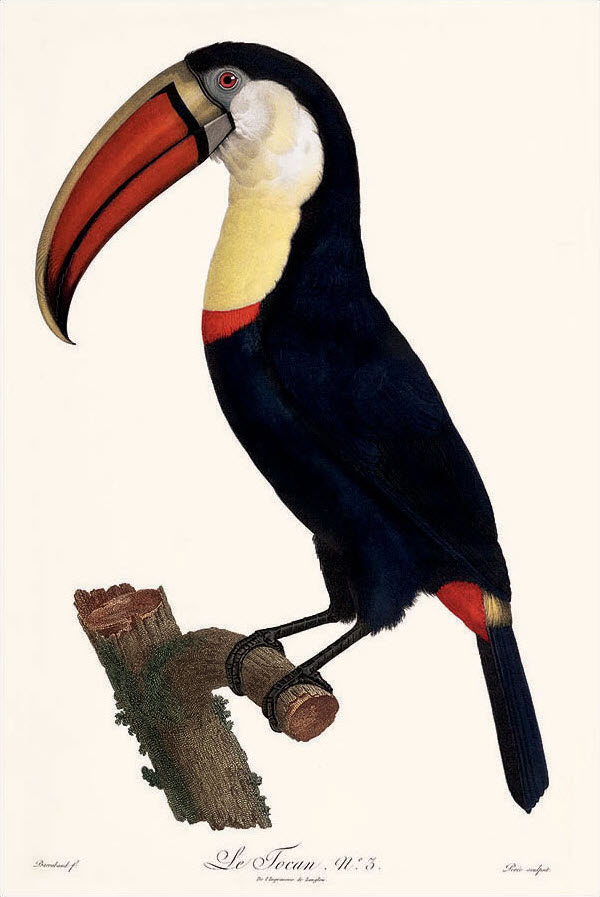
Jacques Barraband, Le toucan.

Certains membres de cette famille étaient néanmoins restés à Aubusson, et l'un de leurs descendants, le peintre Jacques Barraband (1768-1809), connaîtra une vraie notoriété.
Gabriel du Plantadis épouse le 12 janvier 1683, à Saint-Silvain-Bellegarde, Antoinette Mazetier, issue de tapissiers de Bellegarde-en-Marche. Leur fils, Jacques du Plantadis, aura pour parrain Jacques de Monteil, seigneur de Rendonnat. Il épousera Jeanne Deyrolle, d'une famille qui s'illustrera dans l'histoire de la tapisserie au XIXe siècle. Deux tapissiers de cette famille mettront en effet au point, vers 1812 à Paris, aux Gobelins, la technique dite du travail à deux nuances, procédé qui - entre autres progrès - perfectionna l'exactitude dans la traduction des couleurs par rapport au modèle.
Le fils de Jacques du Plantadis, Léonard, ainsi que son petit-fils, Jean Michel, étaient tapissiers, et c'est avec le fils de ce dernier, Léon Léonard, que la lignée s'éteint.

### Léon Léonard du Plantadis
Léon Léonard du Plantadis est né le 19 septembre 1816. Par sa mère, Marguerite Bellat, il était issu d'une famille aubussonnaise qui créa une manufacture de tapisserie à Nancy, en 1734. Léopold Ier, duc de Lorraine, favorisa en effet dès 1714 l'implantation à Nancy de divers types d'activités, dont des manufactures de tapisserie. 
Léon Léonard du Plantadis était également apparenté aux familles Boffinet, Grellet et Tailland, qui, outre des tapissiers, comptèrent dans les années 1810 des officiers de diverses armées, ainsi que des hommes de loi. S'agissant de la famille Grellet, on retiendra une personnalité comme Jean-Baptiste Grellet. On peut également préciser que la mère et l'épouse de l'écrivain aubussonnais Alfred Assolant appartenaient toutes les deux à cette famille, Alfred Assolant étant par ailleurs lui-même descendant des Plantadis à la neuvième génération...
Comme financier, Léon Léonard du Plantadis passa l'essentiel de son temps à Paris.

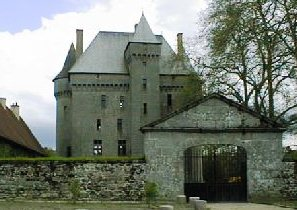
Château de Saint-Maixant.

Il fut cependant à la fin de sa vie châtelain de Saint-Maixant, au château qui avait été dans la première moitié du XVIIe siècle celui du grand diable de Saint-Maixant, Philibert de La Roche-Aymon.
Léon Léonard du Plantadis est décédé sans postérité à la fin du XIXe siècle. Tardieu a dressé ce portrait de lui : Établi à Paris, dès sa jeunesse, il s'y est occupé, avec une intelligence et une énergie rares à refaire, dans la finance, la fortune de ses ancêtres ; et, chose plus rare encore, est arrivé à être entouré, au milieu des financiers de notre époque, d'une réputation de probité qui est bien connue de tous ses compatriotes ; aussi ces derniers lui ont-ils accordé une grande affection. M. du Plantadis est revenu au milieu d'eux, afin de finir, dans le repos, une vie remplie par le travail et l'intelligence. Dans le château de Saint-Maixant, magnifique forteresse féodale du temps des croisades, il s'occupe, depuis 1867, à réparer cette épave merveilleuse du passé ; il le fait avec le goût qui le caractérise et qui lui procure l'admiration de ses nombreux amis. Là, les pauvres ne sont pas oubliés et sont assurés de rencontrer un cœur d'une générosité extrême qui a pour guide les sentiments les plus délicats et vient en aide à bien des misères.
Né à une époque où l'empreinte de la période révolutionnaire était encore bien visible, Léon Léonard du Plantadis connaissait l'impact sur sa famille des évènements majeurs de la fin du siècle précédent. Son oncle, Annet du Plantadis, avait combattu dans les armées révolutionnaires de 1792 à 1795, et en particulier dans l'armée de Sambre-et-Meuse de 1794 à 1795. D'autres Creusois, à l'exemple de Gilbert Bandy de Nalèche, serviront d'ailleurs dans cette armée... Marie Jeanne du Plantadis (1765-1824), la tante de Léon Léonard du Plantadis, dans son acte républicain de mariage en 1794, en pleine Terreur, est dite la citoyenne Plantadie. Michel Jaudoin, l'époux de Marie Jeanne du Plantadis, était militaire dans les armées révolutionnaires, plus précisément dans le corps d'élite des grenadiers du 1er bataillon de Paris. Selon Chassin et Hennet, il se distingua pendant le siège de Valenciennes. Enfin, la généalogie moderne nous apprend que le couple aura des descendants, dont certains vivent actuellement.
Quant aux graves crises de l'industrie de la tapisserie de la fin du XVIIIe siècle et du XIXe siècle, elles n'avaient pas épargné les Plantadis. En 1790, deux d'entre eux figurent parmi les signataires de la « Supplique des fabricants et ouvriers de la manufacture de tapisseries de la ville d’Aubusson en Marche, à nos seigneurs de l’Assemblée nationale ». Quinze ans plus tard, en 1805, le sous-préfet d'Aubusson ne pouvait que constater, dans un rapport, que les fabriques ont éprouvé, dans le cours de la Révolution, un anéantissement complet (... ).

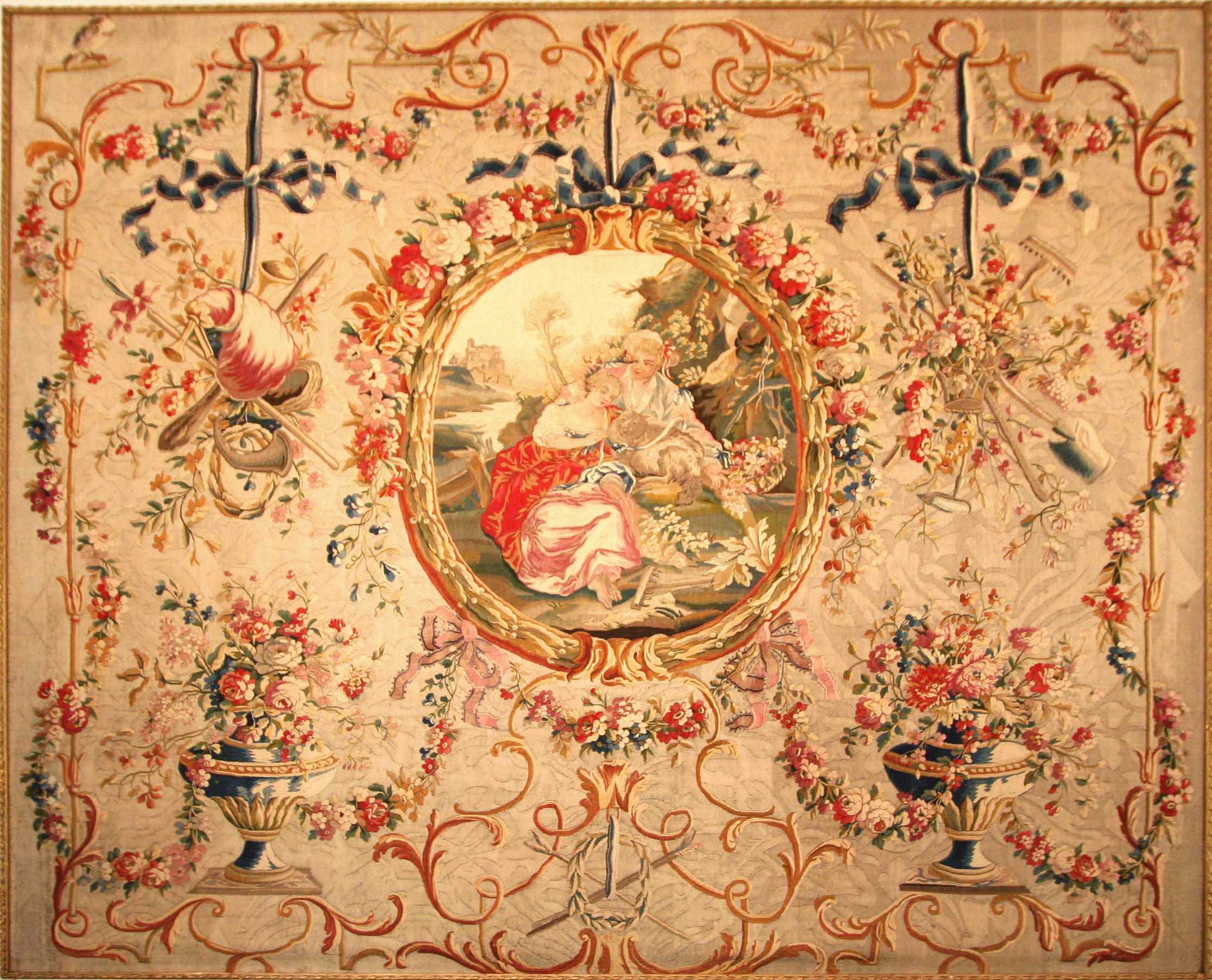
Tapisserie d'Aubusson, fin XVIIIe siècle

Dans les années 1780, la manufacture royale d'Aubusson comptait environ soixante-dix maîtres tapissiers, et de l'ordre de huit-cents ouvriers. Après la Révolution, on peut estimer que ne travaillaient plus dans cette industrie que trois-cents personnes au maximum. Comme celle de la plupart des tapissiers d'Aubusson, la situation financière des Plantadis s'était considérablement détériorée à cette époque, et certains d'eux, comme nombre de maîtres tapissiers, durent ouvrir divers commerces pour tenter de compenser la forte perte d'activité dans la tapisserie. C'est ainsi que le père de Léon Léonard du Plantadis, maître tapissier, a tenu une boucherie pendant plusieurs années.
Le château de Saint-Maixant est un château emblématique dans l'histoire de la famille de La Roche-Aymon, dont une branche y avait résidé pendant plusieurs siècles. Il appartenait maintenant aux Plantadis, et c'est Léon Léonard du Plantadis, grâce à sa fortune personnelle, qui le sauva de la ruine en finançant, seul, une restauration énergique entreprise à la fin des années 1860. Il fit également diverses donations au musée d'Aubusson, et il transmit par adoption son nom à son neveu Joseph Boithier qui porta alors le nom de Boithier du Plantadis. Jusqu'à la fin de sa vie, à l'âge de soixante-douze ans, Léon Léonard du Plantadis partagea son temps entre Paris et Saint-Maixant où il s'éteignit le 19 novembre 1888. Passionné d'histoire, il était membre depuis 1880 de la Société de l'histoire de Paris et de l'Île-de-France.

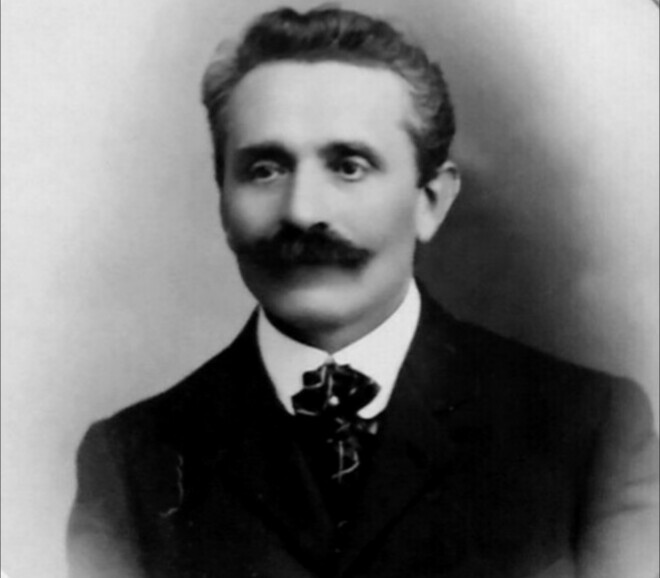
Joseph Boithier du Plantadis

Joseph Boithier du Plantadis était devenu propriétaire du château de Saint-Maixant par héritage, et il le vendit en 1893 comme nous l'indique Tardieu dans un ouvrage paru en 1894. Enfin, la branche des Boithier du Plantadis semble s'être éteinte en 1975, au décès à Paris de Geneviève Boithier du Plantadis (1891-1975).
L'imposant tombeau de la branche cadette des Plantadis est toujours visible dans l'ancien cimetière d'Aubusson, et son état de conservation semble excellent.